# Henry Pearcy
Henry Earl Pearcy (nacido el 21 de julio de 1922 y fallecido el 11 de enero de 2002) fue un jugador de baloncesto estadounidense que disputó una temporada en la BAA. Con 1,85 metros de estatura, jugaba en la posición de pívot. Era hermano del también jugador profesional George Pearcy.

## Trayectoria deportiva

### Universidad
Jugó durante su etapa universitaria con los Sycamores de la Universidad Estatal de Indiana, siendo junto su hermano George y Harold Johnson los primeros de la historia de su universidad en debutar en la BAA o la NBA.

### Profesional
En 1946 fichó por los Detroit Falcons de la recién creada BAA, con los que disputó la única temporada del equipo en la liga, promediando 2,5 puntos por partido.

#### Estadísticas en la BAA

##### Temporada regular
| Temporada | Edad | Equipo          | Liga | Pos. | P  | TIT | MIN | TC  | TCA | %TC  | 3P | 3PA | %3P | TL  | TLA | %TL  | R.OF. | R.DEF. | REB | ASIS | ROB | TAP | PER | FP  | PTS |
| 1946-47   | 24   | Detroit Falcons | BAA  |      | 29 |     |     | 0.8 | 3.7 | .222 |    |     |     | 0.9 | 1.2 | .735 |       |        |     | 0.2  |     |     |     | 0.7 | 2.5 |
| Total     |      |                 | BAA  |      | 29 |     |     | 0.8 | 3.7 | .222 |    |     |     | 0.9 | 1.2 | .735 |       |        |     | 0.2  |     |     |     | 0.7 | 2.5 |